# Phyllophila torrefacta
Phyllophila torrefacta är en fjärilsart som beskrevs av William Lucas Distant 1898. Phyllophila torrefacta ingår i släktet Phyllophila och familjen nattflyn. Inga underarter finns listade i Catalogue of Life.